# Valerian Trifa
Valerian Trifa (bürgerlich Viorel Donise Trifa; * 28. Juni 1914 nahe Câmpeni, Königreich Ungarn; † 27. Januar 1987 in Cascais, Portugal) war ein österreich-ungarisch-rumänisch-amerikanischer Geistlicher der rumänisch-orthodoxen Kirche und Politiker des Faschismus. Er war einer der Hauptverantwortlichen für den Aufstand der Eisernen Garde und des damit verbundenen Pogroms gegen Juden in Bukarest.

## Leben

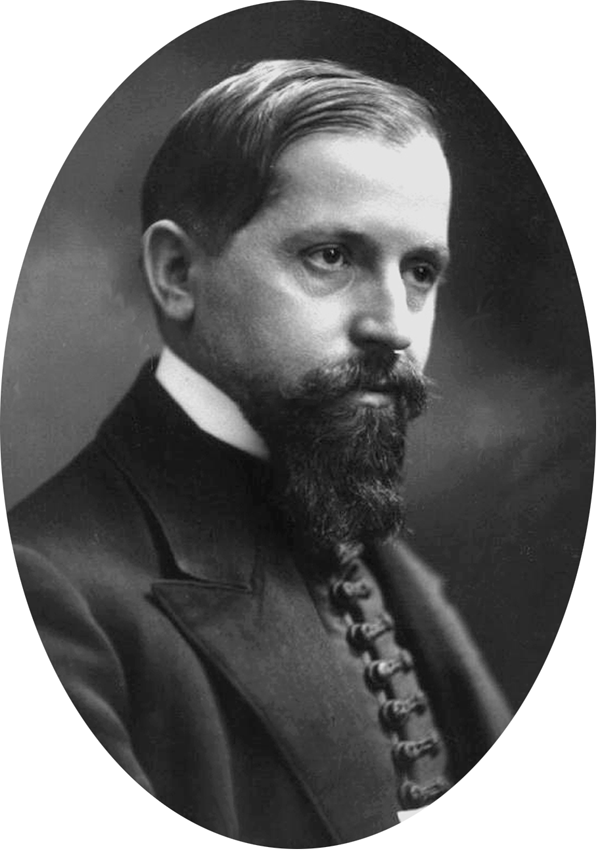
Porträt von Trifas Onkel, Iosif Trifa

Der Sohn eines Schäfers wurde als erstes von sieben Kindern geboren. Sein Onkel Iosif Trifa war führende Kraft und Mitbegründer der Bewegung Oastea Domnului („Heer des Herren“), in der Trifa sich in seiner Jugend engagierte. Von 1931 bis 1935 studierte er an der Universität in Chișinău Theologie und schloss mit dem Bachelor ab. Ab 1936 studierte er an der Universität Bukarest Philosophie. Während dieser Zeit kümmerte er sich als Studentenführer unter anderem um die Repatriierung der Leichen von faschistischen Gefallenen im Spanischen Bürgerkrieg. Von 1939 bis 1940 studierte er in Berlin Geschichte.

### Zweiter Weltkrieg
Trifa war Mitglied der faschistischen und antisemitischen Eisernen Garde. 1940 wurde er zum Präsidenten der Nationalen Union Rumänischer Christlicher Studenten (NUCRS) gewählt. In einer Radioansprache vom 20. Januar 1941 hetzte er in Bukarest gegen Juden. Seine und Horia Simas Agitationen werden als Hauptauslöser des Pogroms gegen Juden am nächsten Tag hauptverantwortlich gemacht. Dabei wurden in Bukarest tausende Juden verfolgt und einige hundert umgebracht. Im Jahr 1941 putschte die Garde erfolglos gegen den rumänischen Staatsführer Ion Antonescu. Die Führer der Garde, darunter auch Trifa, flohen in das Deutsche Reich. Trifa kam 1941 in das SS-Erholungsheim in Berkenbrück. Als Gast der Nazi-Regierung lebte er in relativ guten Verhältnissen. Im Jahr 1942 wurde er in Abwesenheit durch das rumänische Militärgericht zu lebenslanger harter Arbeit verurteilt. 1944 war Trifa Sekretär des orthodoxen Bischofs Visarion Puiu in Wien.

### Nachkriegszeit
Nach dem Zusammenbruch des Dritten Reiches ging Trifa zunächst nach Innsbruck, danach nach Italien. 1945 wurde er Lehrer für Alte Geschichte – laut Eigenaussage auch für Französisch und Deutsch – an einer katholischen Missionsschule in Pesaro.

### Zeit in den USA

#### Aufstieg in der Nachkriegszeit
Am 17. Juni 1950 immigrierte er nach Michigan in die Vereinigten Staaten. Gegenüber der Einwanderungsbehörde behauptete er, ein NS-Opfer und als Gefangener der Gestapo im Konzentrationslager Dachau gewesen zu sein. Zwei Jahre später wurde er Bischof des Romanian Orthodox Episcopate of America. Trifa wurde am 27. April 1952 vom Erzbischof der Orthodoxen Kirche der Ukraine in Pennsylvania zum Bischof geweiht. Seinen Namen änderte er in Valerian. Dadurch gab es nun zwei Bischöfe der rumänisch-orthodoxen Kirche in Amerika, die Kirche war in zwei Fraktionen gespalten. Am 6. Juli 1952 übernahm Trifas Fraktion den Hauptsitz der Kirche in Grass Lake, Michigan.
Trifa soll sehr gute rhetorische Fähigkeiten gehabt haben, mit denen er sich vermutlich ein hohes Ansehen in der rumänisch-orthodoxen Kirche erklomm: Er schaffte den Aufstieg vom Gemeindepriester über Bischof zum Erzbischof der Diözese von Detroit. Seine Gemeinde wuchs auf 35.000 Mitglieder. Am 11. Mai 1955 hielt Bischof Trifa auf Vorschlag des damaligen Vizepräsidenten Richard Nixon das Eröffnungsgebet vor dem US-Senat. Trifa wurde als Mitglied in den Vorstand des Nationalrats der Kirchen in den USA aufgenommen. Zwei Jahre später, am 13. Mai 1957, erhielt er die amerikanische Staatsbürgerschaft. Im Jahr 1970 wurde er Erzbischof der Rumänisch-Orthodoxen Diözese Detroit.

#### Enthüllungen
Rumänische Einwanderer beschuldigten Trifa, an der Ermordung von Juden im Zweiten Weltkrieg beteiligt gewesen zu sein. Er soll ein Anhänger Adolf Hitlers und ein Führer der Eisernen Garde in Rumänien gewesen sein. Sie behaupteten auch, dass Trifa der Herausgeber der Zeitung der Eisernen Garde, der Libertatea, gewesen sein soll. Die Zeitung rief ebenfalls zu Gewalt gegen Juden auf. Trifa bestritt, Mitglied der Eisernen Garde gewesen zu sein, und stellte sich als Opfer einer Verwechslung dar. Der New Yorker Zahnarzt und rumänische Flüchtling Charles Kremer bemühte sich zwanzig Jahre um Ermittlungen in diesem Fall. Kremer reiste nach Rumänien und Israel, um dort Beweise gegen Trifa zu sammeln. Er hatte seine Verwandten durch die Eiserne Garde verloren. Bereits 1953 hatte die CIA ein Dokument vorliegen, dass der Geistliche einer der Anführer des Aufstands der Eisernen Garde im Januar 1941 gewesen sei. Trifa halfen die guten Beziehungen zu FBI-Chef Edgar Hoover weiter; Hoover betrachtete Trifa als wichtige Persönlichkeit im Kalten Krieg. Männer wie Trifa verhinderten, dass Immigranten mit kommunistischen Regierungen in ihren Heimatländern sympathisierten.
Erst Mitte der 1970er Jahre nahm das Justizministerium die Ermittlungen auf und bat hierbei die westdeutsche Regierung um Mithilfe. Bei deutschen Nachforschungen wurden zwanzig Postkarten von einem Viorel Trifa gefunden. Durch Handschriftenanalysen konnte eine Übereinstimmung der Unterschriften zwischen dem Verfasser der deutschen Postkarten und dem Bischof ausgemacht werden. Auf einer Postkarte entdeckte man einen Fingerabdruck. Die Staatsanwälte bezweifelten jedoch, dass die Beweise gegen Trifa ausreichen würden. Neben den Handschriften hatten sie nur jahrzehntealte Augenzeugenberichte. Ein mutmaßlicher Fingerabdruck auf der Postkarte konnte zunächst nicht gesichert werden, da die deutsche Regierung eine Beschädigung der Postkarte befürchtete. In den 1970er Jahren wurden Fingerabdrücke noch mit einem Pulver sichtbar gemacht. Erst mehrere Jahre später konnte ein Fingerabdruck auf Schriftstücken durch Lasertechnologie sichtbar gemacht werden, ohne die Postkarte dabei zu beschädigen. Der Fingerabdruck auf einer von Trifa 1942 verfassten Postkarte während eines Kuraufenthalts in Bad Mergentheim war identisch mit dem Fingerabdruck auf dem amerikanischen Einreisedokument. Der vierzig Jahre alte Fingerabdruck war der älteste latente Abdruck, den je eine Justizbehörde entdeckt hat. Trifa gab am 25. August 1980 seine Einbürgerungsurkunde mit dem ausdrücklichen Hinweis, dies enthielte kein Schuldeingeständnis, zurück; acht Tage später wurde er ausgebürgert, wogegen er Berufung einlegte. Seine Berufungsverhandlung wurde nach zwei Tagen am 7. Oktober desselben Jahres abgebrochen, da Trifa einer Verfügung seiner Abschiebung zustimmte. Trifa gab zu, dem Immigration and Naturalization Service gegenüber gelogen zu haben.

### Letzte Jahre im Asyl
Italien, die Schweiz und Westdeutschland verweigerten seine Aufnahme. Zwei Jahre bemühte sich Trifa um Asyl. Im Jahr 1984 konnte er schließlich nach Portugal einreisen, wo er in Estoril lebte. Dort starb Trifa drei Jahre später an einem Herzinfarkt. Sein Leichnam wurde in die USA überführt und in Grass Lake, Michigan, beigesetzt.

## Rezeption
Mit Blick auf die besondere Bedeutung des Falls „Valerian Trifa“ für die Entwicklung der Kriminaltechnik wurde er in der Fernsehserie Medical Detectives – Geheimnisse der Gerichtsmedizin (5. Staffel, Episode 13: Dokument des Todes) behandelt.